# اسکنان
اسکنان (به لری: اِسکنۆن) روستایی از توابع بخش سامن شهرستان ملایر در استان همدان ایران است.

## مردم
مردم این روستا لک می باشند و به زبان لکی سخن می گویند.

## جمعیت
این روستا در دهستان حرم رودسفلی قرار دارد و براساس سرشماری مرکز آمار ایران در سال ۱۳۹۵، جمعیت آن ۵۰۰ نفر (۱۵۰خانوار) بوده‌است.